# Pararaneus
Pararaneus là một chi nhện trong họ Araneidae.